# ده علیمراد
ده علیمراد سارانی ، روستایی است از توابع بخش مرکزی شهرستان هیرمند در استان سیستان و بلوچستان ایران.

## جمعیت
این روستا در دهستان دوست‌محمدخان قرار داشته و براساس سرشماری سال ۱۳۸۵جمعیت آن ۴۸۷۰نفر (۱۰۸خانوار) بوده‌است.